# ツァスタバ M70 (拳銃)
ツァスタバ M70（英語：Zastava M70、セルビア語：Застава М70）は、旧ユーゴスラビア（現セルビア）のツァスタバ・ナメンスキー・プロイザボト（現：ツァスタバ・アームズ）で開発された、軍将校向けの自動式拳銃である。

## 概要
全体的な設計は、トカレフTT-33の小改良版であるツァスタバ M57自動式拳銃を小口径・小型化したものとなっている。
フレームとスライドはスチール合金、グリップパネルはポリマーまたはウォールナットで出来ている。作動方式にはシンプルブローバック方式を採用しており、撃発機構はハンマー露出型のシングルアクション方式である。
ツァスタバ M57にはなかったマニュアルセフティが、フレーム左側面のグリップパネル上部に装備されており、安全状態では撃発機構とスライドの両方を固定する。また、マガジンセフティを備えており、マガジンを外した状態では射撃できない。
基本モデルでは、フロントサイトとリアサイトは調整不能な固定式である。
口径とサイズの割にやや重量があるが、その分射撃時の反動が軽く、銃自体の耐久性も高い。分解が容易であり、ハンマーユニットは一体として取り外しが可能である。
旧ユーゴスラビアの軍や警察が使用したほか、輸出も行われた。2024年時点でも、ツァスタバ・アームズ社の製品一覧には護身用拳銃として本銃が掲載されている。

## その他
ツァスタバ M57の使用弾薬を9x19mm弾に変更した、全く同名のツァスタバ M70という拳銃が存在する。原型や名称は同じだが、こちらはフルサイズで作動方式も原型と同じショートリコイル方式である。

## 派生型
M70(k)
.380ACP弾モデル。2024年時点では、ツァスタバ・アームズ社の製品一覧からは削除されている。
M70AN
マニュアルセフティをスライド側面に搭載し、サイトを調整可能な可動式に変更したモデル。

## 運用国
- モンテネグロ[6]
- セルビア[6]